# Мекки, Махмуд
Махмуд Мекки (араб. محمود مكي‎) — египетский политический деятель, вице-президент Египта (12 августа — 22 декабря 2012). До назначения на должность Вице-президента был судьей.

## Биография
Мекки окончил полицейский колледж и работал в полиции. Затем он получил степень бакалавра. Мекки затем стал Вице-президентом Конституционного суда. Его брат Ахмед Мекки, министр юстиции в Египетском кабинете министров.
С середины восьмидесятых годов, Мекки, а также большое количество судей в Египте, были, выступающих в защиту независимости судебной власти. Брат Ахмед Мекки, министр юстиции в Кабтнете министров Египта и Махмуд Мекки требовали разделения исполнительной власти на суды и передаче судебным инспекции в Верховный судебный совет.
В 2006 году он привел демонстрации за независимость судебной власти от исполнительной. Мекки также потребовал внесения поправок в статью 76 Конституции Египта, чтобы на президентских выборах участвовало от 2 и выше кандидатов.
В мае 2012 ему предлагали баллотироваться на пост президента АРЕ от Братьев-мусульман, но он отказался. 12 августа 2012 года назначен на пост вице-президента Египта. 22 декабря 2012 в связи с упразднением должности вице-президента Египта ушел в отставку